# 埃氏磨塘鱧
埃氏磨塘鱧（学名：Trimma emeryi）为鰕虎科磨塘鱧屬下的一个种。